# Oh, By the Way
Compilations de Pink Floyd
Echoes: The Best of Pink Floyd
(2001) A Foot in the Door: The Best of Pink Floyd
(2011)
Oh, By the Way est un coffret rassemblant tous les albums produits par le groupe de rock progressif Pink Floyd.
Ces albums présentés sous la forme de mini-vinyls sont accompagnés de toutes sortes de documents.
Pour fêter le quarantième anniversaire de la collaboration entre Pink Floyd et Storm Thorgerson, quarante photos prises par ce dernier sont présentes dans le coffret.

## Contenu
Le coffret contient les albums suivants en mini vinyles :
- The Piper at the Gates of Dawn
- A Saucerful of Secrets
- More
- Ummagumma
- Atom Heart Mother
- Meddle
- Obscured by Clouds
- The Dark Side of the Moon
- Wish You Were Here
- Animals
- The Wall
- The Final Cut
- A Momentary Lapse of Reason
- The Division Bell